# AFM Records
AFM Records je njemačka diskografska kuća, koja uglavnom objavljuje diskografska izdanja heavy metal izvođača.
Osnovali su je Andreas Allendörfer i Axel Fischer 1993. godine, a sjedište joj je u Schwalmstadtu.

## Sastavi
Neki od sastava koji imaju ili su imali potpisan ugovor s AFM Recordsom:
| - Annihilator - At Vance - Avantasia - Betzefer - Black Messiah - Blackmore's Night - Circle II Circle - Cruachan - Debauchery - Destruction - Dionysus - Doro - Edguy - Eisbrecher - Ektomorf - Elvenking - Fear Factory - Gwar | - Illdisposed - Jørn Lande - Korzus - Krokus - Masterplan - Mekong Delta - Ministry - Nightmare - The Poodles - Shaman - Soil - Solution .45 - Suidakra - Tankard - Theatre of Tragedy - U.D.O. - Wicked Wisdom |

## Vanjske poveznice
- Službena stranica  Arhivirana inačica izvorne stranice od 24. svibnja 2011. (Wayback Machine)